# ریشارد فیلیپسکی
ریشارد فیلیپسکی (لهستانی: Ryszard Filipski؛ زادهٔ ۷ ژوئیهٔ ۱۹۳۴) بازیگر، کارگردان فیلم و تئاتر اهل لهستان است.
از فیلم‌ها یا برنامه‌های تلویزیونی که وی در آن نقش داشته‌است، می‌توان به یوویتا، پیت‌بول (فیلم)، پیت‌بول (سریال تلویزیونی)، سیل، قماری بالاتر از زندگی، کارآگاهان جنایی، خوبال، افسانه‌ای باستانی: آن هنگام که خورشید یک ایزد بود و پژکوادانیتس اشاره کرد.